# Rupestrella philippii
Rupestrella philippii is een slakkensoort uit de familie van de Chondrinidae. De wetenschappelijke naam van de soort is voor het eerst geldig gepubliceerd in 1841 door Cantraine.